# Alejandro Faurlín
Alejandro Damián Faurlín, född 9 augusti 1986, är en argentinsk fotbollsspelare (mittfältare) som spelar för spanska Mallorca.

## Karriär
Den 31 januari 2013 meddelade Serie A-klubben Palermo att de lånat Faurlín från Queens Park Rangers, med en option att göra övergången permanent efter säsongen.